# Eugene Levy
Eugene Levy (* 17. prosinec 1946, Hamilton, Kanada) je kanadský herec, režisér, producent, hudebník a spisovatel. Je znám především z menších rolí v amerických filmech.

## Počátky
Narodil se do židovské rodiny v Kanadě. Vystudoval Westdale Secondary School a Connecticut College a stal se viceprezidentem McMaster Film Board, studentské filmové skupiny, kde poznal tvůrce filmů, I. Reitmana.

## Kariéra
Jeho kariéra šla strmě vzhůru díky televizním scénkám, díky televiznímu účinkování. Od začátku devadesátých let pak nebyl rok, kde by si nezahrál v nějakém filmu. Českému divákovi mohou být známy filmy Zbožňuju trable, Lásce na stopě, Jako vejce vejci, Zpátky na zem, ale především série úspěšných komedií Prci, prci, prcičky, kde si zahrál starostlivého Jimova otce. Jeho tvář se objevila i v populárním seriálu Simpsonovi.

## Ocenění
- Emmy Awards 1982, Nejlepší scénář pro hudební pořad za práci v televizi SCTV.
- Emmy Awards 1983, Nejlepší scénář pro hudební pořad za práci v televizi SCTV.
- Canadian Comedy Awards 2001, Nejlepší scénář za film Best in show.
- Canadian Comedy Awards 2001, Nejlepší mužský herecký výkon za film Best in show.
- Canadian Comedy Awards 2002, Nejlepší mužský herecký výkon za film Prci, prci, prcičky 2.
- Grammy Awards 2004, Nejlepší píseň pro film, televizi či jiná media za film A Mighty wind.
- NYFCC Awards 2004, Nejlepší mužský herecký výkon ve vedlejší roli za film A Mighty wind.
- Canadian Comedy Awards 2004, Nejlepší scénář a nejlepší mužský herecký výkon za film A Mighty wind.
- 2006 - ohlášeno, že by Levy měl dostat hvězdu na Kanadském chodníku slávy.

## Osobní život
Jeho syn, Dan Levy, pracuje pro kanadskou MTV a synovec, Shawn Levy, je filmový producent a režisér. Levy byl blízkým přítelem zesnulého herce Johna Candyho.